# عرعر فرجينيا
عرعر فرجينيا (الاسم العلمي: Juniperus virginiana)، المعروف أيضًا باسم الأرز الأحمر الشرقي، الأرز الأحمر، رتم فيرجينيا، العرعر الشرقي، العرعر الأحمر، وأسماء محلية أخرى، هو نوع من العرعر موطنه الأصلي شرق أمريكا الشمالية من جنوب شرق كندا إلى خليج المكسيك وشرق السهول الكبرى. إلى الغرب حيث يرتبط بـJuniperus scopulorum (عرعر الجبال الصخري) وإلى الجنوب الغربي حيث يرتبط بالعرعر آشيةJuniperus Ashei (Ashe Juniper). لا ينبغي الخلط بينه وبين العفص الغربي Thuja occidentalis .